# الفاس في الراس (فلم)
الفاس في الراس فيلم مصري اجتماعي بطولة عزت العلايلي ووائل نور ووفاء مكي وعبد الله محمود وغيرهم. تدور أحداثه حول الثأر في الصعيد.
تم تصوير هذا الفيلم في منطقة إسنا بقنا.

## روابط خارجية
- مقالات تستعمل روابط فنية بلا صلة مع ويكي بيانات